# Sociedad Aetherius
La Sociedad Aetherius es un nuevo movimiento religioso fundado por George King a mediados de los años 1950 como resultado de lo que King afirmó eran contactos con inteligencias extraterrestres, a las que se refería como “Maestros Cósmicos”. Mikael Rothstein la describe como una religión sincrética, basada principalmente en la teosofía e incorporando elementos milenaristas, New Age, y Religión OVNI
Su doctrina hace énfasis en el altruismo, el servicio comunitario, la adoración a la naturaleza, la "sanación espiritual" y el ejercicio físico. Los miembros se reúnen en congregaciones como las de las iglesias.
Aunque internacional, su membresía es relativamente pequeña. David V. Barrett estimó en 2011 que contaba con varios miles de miembros en todo el mundo, principalmente en Reino Unido, Estados Unidos (especialmente en el Sur de California) y Nueva Zelanda.

## Visión general
La teología de la Sociedad Aetherius se basa firmemente en la teosofía, combinando afirmaciones de OVNIs, yoga e ideas de varias religiones del mundo, especialmente del hinduismo, budismo y cristianismo.
La sociedad se define como una religión plural o liberal, afirmando que:
“Dios no favorece personas de una religión sobre otra, ni de una nación o raza determinada”.
Stefan Isaksson señala que “ha evolucionado hasta convertirse en un complejo sistema de creencias que incluye una jerarquía extraterrestre de varios maestros espirituales y conceptos como karma universal y sanación religiosa.”
La religión busca prevenir la destrucción mundial mediante una mejor cooperación entre la humanidad y los maestros alienígenas, y utilizando “energía espiritual” para elevar el nivel espiritual del mundo.

## Historia

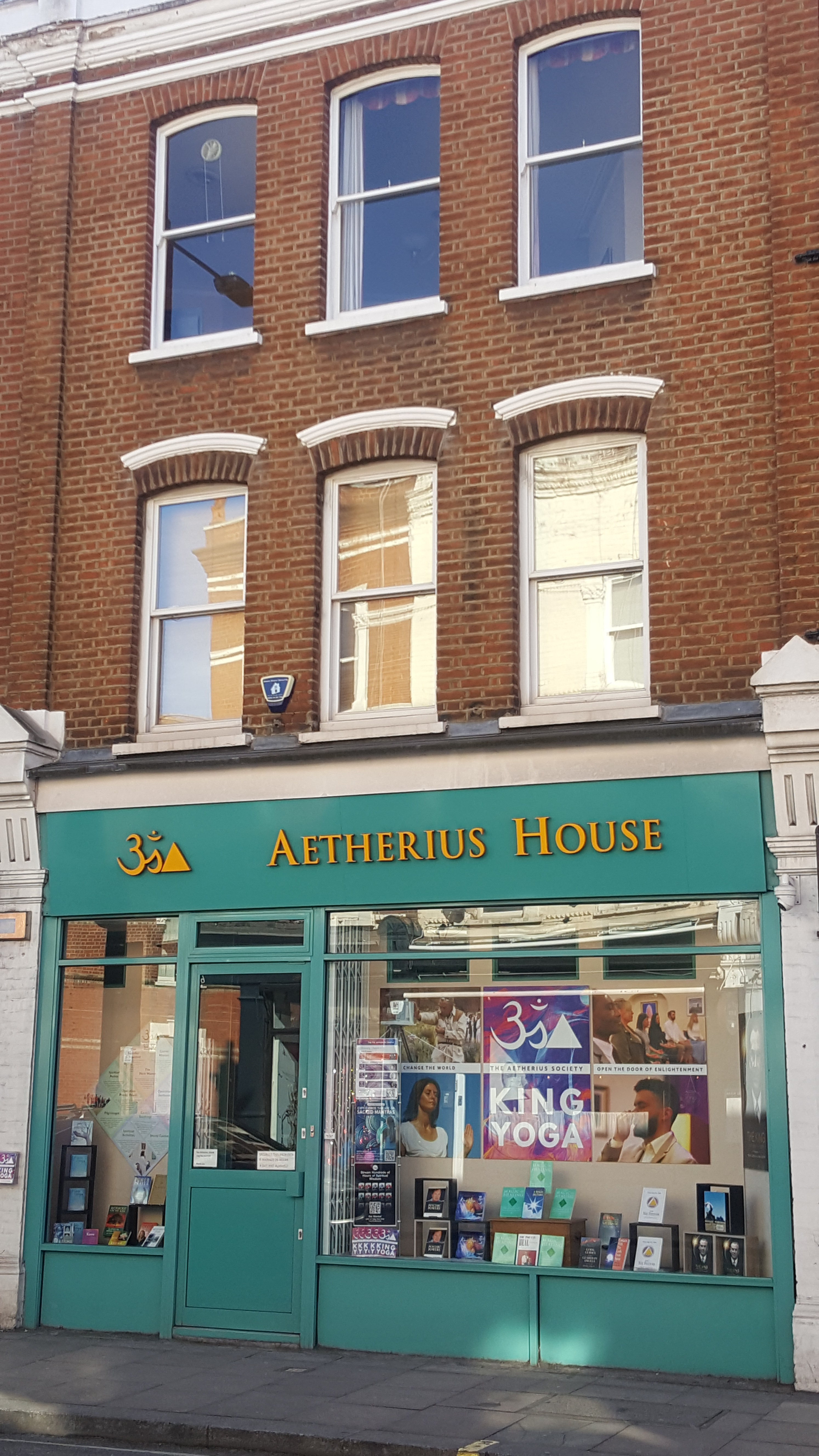
Sede en 757 Fulham Road, Londres (desde el 7 de julio de 1958).

George King nació el 23 de enero de 1919 en Wellington, Inglaterra, Reino Unido, en una familia protestante con fuerte interés en lo oculto. Antes de fundar la sociedad, se dedicó a la «sanación espiritual» y formó parte de grupos teosóficos marginales en Londres. En 1944 asumió la práctica del yoga, presuntamente dominando los caminos del bhakti, gnani y kundalini, alcanzando el estado de “samadhi” y desarrollando poderes psíquicos según la Sociedad.
El 8 de mayo de 1954, mientras vivía en un pequeño piso en Maida Vale (Londres), dijo que una «voz» le comunicó:
“¡Prepárate! Vas a ser la voz del Parlamento Interplanetario.”
Una semana después, afirmó que un swāmī entró telepáticamente en su apartamento (más tarde identificado como Swami Sivananda), quien le enseñó yoga, oración y meditación. Según King, dicha formación le permitió «canalizar» mensajes de Venus, siendo el primero de un Maestro Cósmico llamado Aetherius.
King alquiló el Caxton Hall en Londres, donde afirmó canalizar mensajes de los Maestros Cósmicos y registró sus comunicaciones. Con estas experiencias, fundó la Sociedad Aetherius el 2 de agosto de 1956.
Para subsistir, trabajó como conductor y agente de seguridad.
King falleció en Santa Bárbara, California, el 12 de julio de 1997, a los 78 años. No se registró su muerte en medios de comunicación principales.

## Creencias
Según las enseñanzas, diversas figuras religiosas provienen de otros planetas, y a lo largo de la historia «Maestros Cósmicos» como Buda, Jesús y Lao Tzu habrían visitado la Tierra para transmitir enseñanzas. En la doctrina de la organización son considerados avatares.
Por ejemplo, Krishna procedería de Saturno, considerado hogar de una “Jerarquía Cósmica” o “Consejo Interplanetario”, mientras que Jesús y Buda provendrían de Venus. Según la sociedad, todas las religiones derivarian de la misma fuente y su esencia sería idéntica. Sin embargo, estas entidades serían espirituales, no corpóreas, y «vibrarían» en un plano más elevado, lo que explicaría los avistamientos de OVNIs desde la década de 1950.
La doctrina enseña la reencarnación bajo la “Ley del Karma”, según la cual cada individuo progresa vida tras vida hacia la perfección; y todos estarían destinados a llegar a ser «Maestros Cósmicos». La Tierra misma se concibe como un ser vivo avanzando evolutivamente más rápido que sus habitantes.
Afirma que fuerzas malignas atacan al planeta, y que los Maestros Cósmicos las combaten. Esta batalla espiritual se asemeja a la “guerra espiritual” del cristianismo fundamentalista, aunque sin un fin apocalíptico inminente.

### Escatología
King enseñó que fue contactado por venusinos, marcianos, devas y la «Gran Hermandad Blanca», con la misión de difundir un mensaje de ayuda para la humanidad: elegir entre la autodestrucción o la Nueva Era.
Predijo que no habría un fin catastrófico global, sino una transición al milenio de paz e iluminación (Edad de Acuario), con la intervención de los «Maestros Cósmicos». También esperan la llegada del “siguiente Maestro” desde el espacio, en una nave espacial, dependiendo del avance humano y el «equilibrio del karma».

### El “grupo del silencio”
La Sociedad afirma que seres espaciales han contactado a gobiernos, pero un “grupo del silencio” (tal como describe Donald Keyhoe en «The Flying Saucer Conspiracy») suprime esa información con miedo e ignorancia. Este grupo ha estado ocultando deliberadamente esta información para mantener a la gente desinformada, o mal informada, sobre su verdadera naturaleza. Según King, "el grupo del silencio" utiliza el miedo y la ignorancia para controlar a la humanidad.

## Actividades
Practican medicina alternativa, sanación espiritual, yoga y radiestesia. Además, participan en causas ambientales y antinucleares.
King diseñó dispositivos llamados “Baterías de Energía Espiritual” para almacenar «energía psíquica dirigida». Entre 1958 y 1961 realizaron la “Operación Starlight”, trepando 18 montañas en todo el mundo para «cargarlas espiritualmente».

## Crítica
Se han cuestionado muchas de las afirmaciones de King respecto a títulos y honores.
Smith señala que la doctrina enfrenta graves desafíos con avances científicos, como la inexistencia de vida en los planetas del sistema solar o la falta de evidencia de naves espaciales. La explicación recurre a planos superiores y la autoridad carismática de King.
Rothstein indica que aunque la Sociedad promocionó la aparición de King en la BBC en 1959, la cobertura del momento fue generalmente negativa.
En 1958, Cosmic Voice afirmó que los "Maestros Cósmicos" informaron del desastre de Kyshtym en Rusia antes de 1976. Cuando New Scientist publicó el caso en 1978, lo presentó en tono humorístico (“scooped by a UFO”), lo que la Sociedad interpretó como reconocimiento.
También se cuenta que la madre de King viajó en platillos volantes y conoció a un “venusino Jesús” que calificó un libro de King como “Santo”.
Además, King proclamó poder hablar "todos" los idiomas terrestres, aunque evidencias indican que no respondía adecuadamente en noruego o francés.

## Montañas sagradas
La organización afirma que hay 19 "montañas sagradas" en el mundo:
- Inglaterra: Holdstone Down (Devon); Yes Tor (Devon); Brown Willy (Cornualles); Old Man of Coniston (Lake District); Kinder Scout (Peak District).
- Gales: Pen y Fan; Carnedd Llewelyn.
- Escocia: Ben Hope; Creag an Leth-choin (Cairngorms).
- Francia: Le Nid d’Aigle.
- Suiza: Mederger Flue.
- Estados Unidos: Mount Baldy y Mount Tallac (California); Castle Peak (Colorado); Mount Adams (New Hampshire).
- Tanzania: Kilimanjaro
- Australia: Mount Kosciuszko y Rams Head.
- Nueva Zelanda: Mount Wakefield.